# Eberhard von Stettenberg

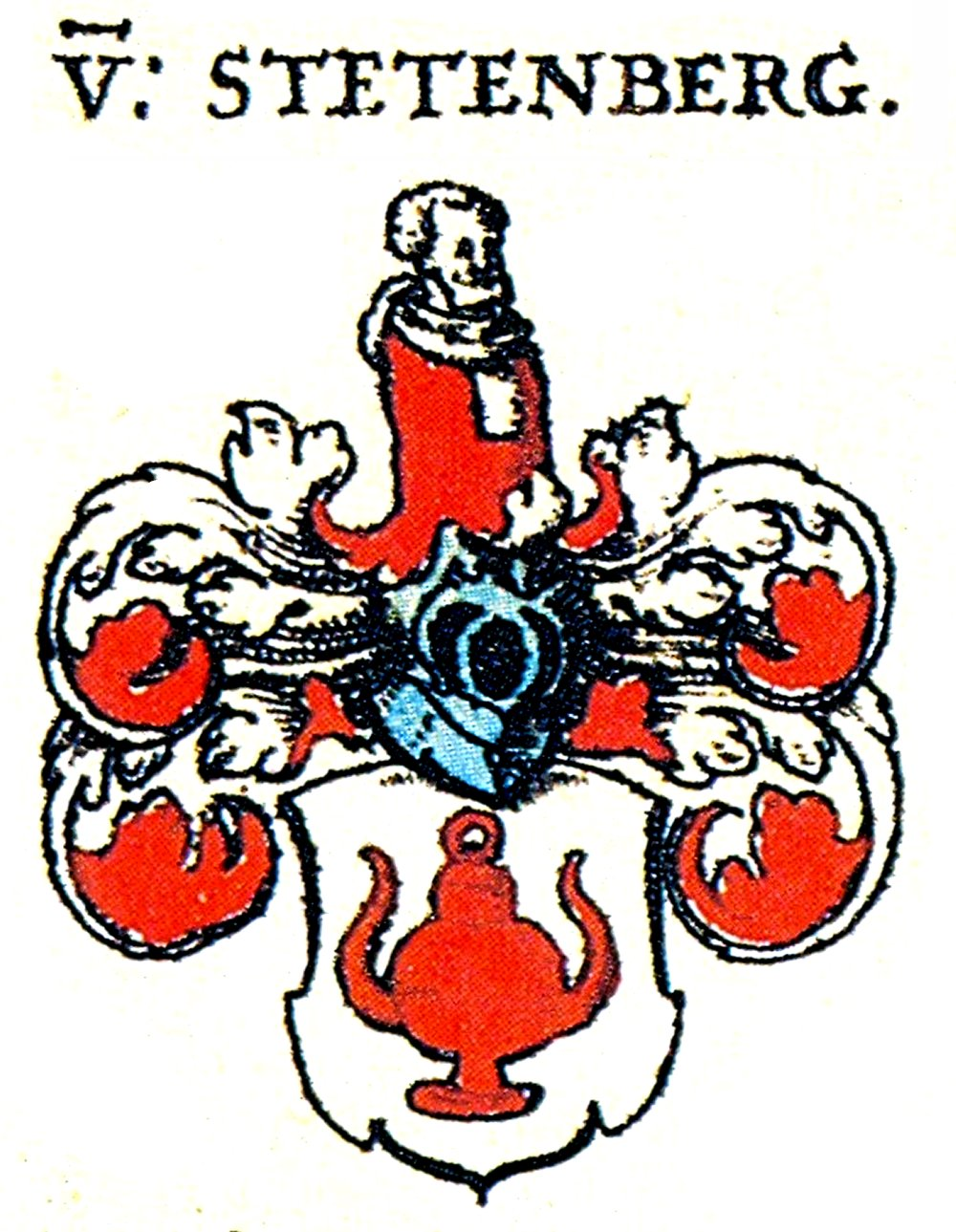
Wappen des Geschlechtes von Stettenberg

Eberhard von Stettenberg, zuweilen auch Stetenberg und fälschlich Sternberg  (* um 1375; † 23. Februar 1443), war Domherr in Worms und Speyer, sowie 1426 erwählter Fürstbischof von Worms.

## Herkunft
Er entstammte der niederadeligen, fränkischen Familie von Stettenberg, deren Stammsitz die  Stettenburg bei Obervolkach war und die später in Gamburg an der Tauber saß. Sie stand im Dienst des  Hochstiftes Würzburg.

## Leben und Wirken
Bereits 1402 besaß Eberhard von Stettenberg Kanonikate an den Domstiften Speyer und Worms. Am 5. Juni 1404 immatrikulierte er sich zum Studium an der Universität Heidelberg. Seit 1419 war er Propst (Oberhaupt) des Stiftes St. German zu Speyer, später auch im Range eines Archidiakons.
Am 18. Mai 1426 starb der Wormser Fürstbischof Johannes von Fleckenstein und man wählte am 29. Mai des Jahres Eberhard von Stettenberg zu seinem Nachfolger. Bereits nach wenigen Tagen, am 6. Juni, resignierte der Bischofselekt, da sich große Widerstände gegen ihn erhoben hatten. Dies hing vermutlich mit seiner sozialen Abkunft aus einem Dienstmannengeschlecht zusammen und mit dem Faktum, dass seine Familie den örtlichen Adelskreisen, besonders der mächtigen Kurpfalz, fremd war. Am 12. Juni erkor man den kurpfälzischen Rat Friedrich von Domneck zu seinem Nachfolger als Bischof von Worms.
Seine sonstigen Ämter behielt Stettenberg bei, 1428 wurde er zudem Domscholaster in Speyer. Er war ein enger Vertrauter des Speyerer Bischofs Raban von Helmstatt. Am 20. April 1439 wird Eberhard von Stettenberg als ältester Speyerer Domkapitular bezeichnet, als er am Einritt des neuen Bischofs Reinhard von Helmstatt teilnahm. Zusammen mit dem Domdekan Nikolaus Burgmann empfing er den Oberhirten auf den Stufen des Speyerer Domes und führte ihn unter einem Tragehimmel hinein.
Eberhard von Stettenberg verstarb am 23. Februar 1443 und ist an diesem Tag mit einem Jahrgedächtnis im jüngeren Seelbuch des Speyerer Domes eingetragen.